# Форум свободной России
Форум свободной России (ФСР) — конференция российской оппозиции, проходящая два раза в год в Вильнюсе (Литва). Форум был основан в марте 2016 года Гарри Каспаровым и Иваном Тютриным — бывшим исполнительным директором российского демократического движения «Солидарность».
Форум ставит перед собой задачу формирования интеллектуальной альтернативы действующему в России политическому режиму. По заявлению организаторов, «любой желающий, разделяющий ценности демократии и считающий Россию неотъемлемой частью цивилизованного международного сообщества, может стать участником, спонсором и организатором Форума». По словам Ивана Тютрина, «единственным фактором, препятствующим участию, является позиция „крымнашиста“», то есть сторонника агрессии в отношении Украины. Поэтому в форуме невозможно участие таких деятелей, как Мария Баронова, Вячеслав Мальцев и Сергей Удальцов.
Проекты ФСР включают «Кадровый резерв» (подготовка лидеров для демократических перемен), «Список Путина» (досье на деятелей нынешнего режима и продвижение политики санкций против режима Путина) и Мониторинг преследований религиозных меньшинств.
Особенностью Форума свободной России является широкий идеологический спектр участников. Это несистемные либералы, национал-демократы, социал-демократы, либертарианцы. В форуме принимают участие представители разных политических организаций и объединений: ПАРНАС, «Открытая Россия», движение «Солидарность», партия «Яблоко», «Партия перемен», штабы Алексея Навального, Движение «Весна».
1 февраля 2023 года Генеральной прокуратурой России форум был признан нежелательной организацией на территории Российской Федерации.
13 февраля 2023 года Министерство юстиции России внесло форум в список нежелательных организаций.

## Формат и участники Форума
Форум проходит в течение двух дней. В ходе дискуссионных панелей обсуждаются такие темы, как противодействие российской пропаганде в России и за рубежом, перспективы международного давления на путинский режим посредством санкций, экономическая ситуация, отношения между Россией и Западом, стратегия российской оппозиции в условиях действующего в стране режима.
Чтобы стать участником форума, необходимо предоставить при регистрации две рекомендации от политиков, активистов оппозиции, журналистов или правозащитников.
В разные годы в форуме участвовали Матвей Ганапольский, Мария Гайдар, Гарри Каспаров, Олег Сенцов, Сергей Гуриев, Аркадий Бабченко, Геннадий Гудков, Марат Гельман, Евгений Чичваркин, Илья Пономарёв, Ольга Романова, Альфред Кох, Леонид Невзлин, Маша Гессен, Александр Гольдфарб, Евгений Киселёв, Леонид Гозман, Роман Доброхотов, Андрей Илларионов, Владислав Иноземцев, Алексей (Профессор) Лебединский, Марк Фейгин, Андрей Солдатов, Артемий Троицкий, Мария Алёхина, Александр Морозов, Айдер Муждабаев, Валентин Наливайченко, Вигаудас Ушацкас, Андрей Пионтковский, Андрюс Кубилюс, Игорь Чубайс, Лев Пономарёв, Михаил Крутихин, Борис Райтшустер, Евгения Чирикова, Божена Рынска, Михаил Светов, Дэвид Саттер, Томас Венцлова, Александр Кынев, Елена Фанайлова, Лилия Шевцова, Константин Эггерт, Андрей Санников, Аркадий Янковский, Тамара Эдельман, Елена Лукьянова, Игорь Яковенко, Сергей Гуляев, Дмитрий Быков, Юлия Латынина, Юлия Навальная, Михаил Касьянов, Андрей Нечаев, Майкл Найки, Евгений Понасенков, Леонид Волков, Любовь Соболь, Иван Жданов, Мария Певчих, Екатерина Шульман, Борис Акунин, Андрей Зубов, Кира Ярмыш, Максим Кац, Илья Варламов, Владимир Милов, Михаил Зыгарь, Виктор Шендерович, Надежда Толоконникова, Пётр Верзилов, Дмитрий Гудков, Сергей Пархоменко, Борис Зимин, Виталий Манский, Максим Резник, Андрей Волна.

### 7-й Форум
Седьмой форум проходит 8-9 июня 2019 года в городе Тракай в 26 километрах от Вильнюса. На него съехались представители 60 регионов России. По состоянию на конец мая на Форум записалось рекордное число участников — 442 (большинство — жители России), что говорит о подъёме оппозиционного движения.
Перед началом программы было зачитано заявление ФСР по поводу задержания специального корреспондента «Медузы» Ивана Голунова.
Основные темы 7-го Форума:
- Изменение общественных настроений в России
- Украина после президентских выборов и перспективы российско-украинских отношений
- Русофилия или русофобия?
- Информационный терроризм путинского телевизора и его жертвы
- Новые формы гражданского активизма в России
- Власть и общество: границы допустимого сотрудничества
- Беларусь и проблемы безопасности Восточной Европы
- Существует ли в российской политике «правый фланг»?
- Будущее России: распад или сохранение единого государства[10]

Члены Татарского правительства в изгнании обратились к Форуму свободной России с просьбой признать независимость республик Идель-Урала. В ответ редакционная комиссия Форума опубликовала комментарий Вадима Сидорова, в котором он подверг эту просьбу критике ввиду отсутствия выраженной воли соответствующих народов и высокой доли русского населения на указанных территориях. Сидоров предложил обсуждать этот вопрос в ходе образования обновлённой федерации или иного содружества новых государств на месте нынешней РФ.
Всеобщим голосованием участников 7-го Форума было принято решение о расширении санкционного «Списка Путина» на 28 персон.
Приняты заявления в поддержу задержанного журналиста Ивана Голунова, в поддержку активистов Открытой России, в отношении которых были возбуждены уголовные дела.
Участники Форума единогласно поддержали резолюцию в поддержку инициативы общественности Торонто по наименованию улицы в парке Эрл Бейлс в честь Бориса Немцова.

### 8-й Форум
Прошёл 9-10 ноября 2019 года. На него собралось более трёхсот человек, из них 68 % приехали из России. В дискуссиях принимали участие в том числе Гарри Каспаров, Олег Сенцов, Лев Пономарёв, Марат Гельман и другие.
Ключевые темы: изменение и развитие репрессивного аппарата и способы противостояния репрессиям, возможные стратегии российской оппозиции применительно к участию в выборах, прошедшие выборы в Мосгордуму, экологические протесты в регионах, социально — экономическая ситуация в России, перспективы развития российско-украинского конфликта в Донбассе, перспективы и угрозы интеграции России и Беларуси.
Вначале форум почтил память недавно скончавшегося оппозиционера Владимира Буковского. Затем активисты и политики из регионов рассказали о своей деятельности и перспективах.
В честь 30-летия падения Берлинской стены участники поговорили о причинах краха коммунистических режимов.
Журналист Дмитрий Запольский презентовал свою книгу «Путинбург». В ней автор показывает, как в Петербурге создавалась система управления, существующая сейчас в России.

### 9-й Форум
Состоялся 20-21 ноября 2020. Из-за пандемии коронавируса и закрытых границ мероприятие было проведено в онлайн-режиме. В нём приняли участие Сергей Гуриев, Гарри Каспаров, Леонид Гозман, Михаил Крутихин, Елена Лукьянова, Геннадий Гудков, Ольга Романова, Андрей Солдатов, Александр Кынев, Андрей Пионтковский, Леонид Невзлин, Лев Пономарёв, Андрей Илларионов, Константин Эггерт, Илья Пономарёв, Владислав Иноземцев, Борис Райтшутер, Александр Морозов, Андрей Санников, Марат Гельман, Игорь Яковенко, Евгения Чирикова, Ирина Бороган, Михаил Светов, Матвей Ганапольский, Михаил Ходорковский и другие.

### 10-й Форум
Был проведён 28-29 мая 2021 в онлайн-формате. В числе новых спикеров, не участвовавших в ФСР раньше: писатель Алина Витухновская, обозреватель Борис Грозовский, историк Андрей Зубов, политолог Ариэль Коэн, политолог Николай Петров, белорусская журналистка Наталья Радина, политолог, колумнист Deutsche Welle Иван Преображенский, политолог Мария Снеговая и другие.
С приветственным словом к участникам конференции обратился Гарри Каспаров, в котором отметил, что Форум свободной России и его работа приобретают особое значение в новых условиях.
Участники 10-го Форума приняли решение о начале работы по созданию за рубежом разветвлённой сети эмигрантских организаций, которые должны будут координировать свои усилия по борьбе с путинским режимом, а также приняли резолюцию в связи с принудительной посадкой воздушного судна Ryanair и задержанием Романа Протасевича.
Среди новых фигурантов Списка Путина оказались те, кто, по мнению участников Форума, являются нарушителями прав человека. В него вошли сотрудники государственных медиа, судьи, сотрудники силовых структур, в частности, директор вещания телеканала RT на русском языке Антон Красовский, сотрудница телеканала Мария Бутина, одна из ведущих принадлежащего RT ютьюб-канала «Прекрасная Россия бу-бу-бу» Олеся Рябцева, один из ведущих того же канала Валерий Серуканов, сотрудник RT Максим Кононенко, руководитель Администрации Президента Антон Вайно, ряд судей и чиновников, ответственных, по мнению участников ФСР, за осуществление политических репрессий в России.

### 11-й Форум
Прошёл 2 и 3 декабря 2021 года в Вильнюсе. Впервые за два года очно — но из-за коронавирусных ограничений участников из России было меньше. В основном была представлена российская политэмиграция, также участвовали общественные деятели и журналисты с Украины, из Литвы и других стран. Некоторые видные оппоненты режима В. Путина приняли участие в форуме впервые — среди них — Михаил Ходорковский, Дмитрий Быков, Виктор Шендерович, Евгения Альбац, Алексей Венедиктов, Дмитрий Гордон, Михаил Светов (все по видеосвязи). На форум были приглашены и сторонники Алексея Навального, многие из которых эмигрировали из России, однако, по словам ответственного секретаря форума Ивана Тютрина, они не откликнулись. Тем не менее, в форуме приняли участие поддерживающие Навального Сергей Гуриев и Евгений Чичваркин.

### 2-я антивоенная конференция
Состоялась 20 мая 2022 года. В ходе конференции было объявлено о создании оппозиционной коалиционной структуры «Российский комитет действия». Его представители выступили за создание Worldview ID — так называемого «паспорта хорошего русского» для тех, кто выступил против вторжения России на Украину.

### 3-я антивоенная конференция
30 ноября — 1 декабря 2022 года. Предыдущие встречи в этом формате получили противоречивые отзывы со стороны оппозиционно настроенных граждан России: конференцию, в частности, критикуют за отсутствие инклюзивности и ясной программы действий. Накануне очередного собрания правозащитник Лев Пономарёв предложил сосредоточиться на обозначении общих ценностей — в проекте Хартии-2022

### 4-я антивоенная конференция
Состоялась 24 — 25 марта 2023 года в Риге. Местом проведения конференции стала Латвийская национальная библиотека. В очередном мероприятии российской оппозиции приняли участие политик Геннадий Гудков, бывший заместитель председателя Правительства РФ Альфред Кох, депутат Европейского парламента Иварс Иябс, советский и российский учёный-политический географ Дмитрий Орешкин, британский политик Консервативной партии Алисия Кернс, 13-й чемпион мира по шахматам Гарри Каспаров, предприниматель Евгений Чичваркин, бывший министр иностранных дел Латвии Марис Риекстиньш, экс-координатор по вопросам санкций Государственного департамента США Дэниел Фрид, сооснователь Форума свободной России Иван Тютрин, галерист Марат Гельман, доктор юридических наук и общественный деятель Елена Лукьянова и другие. По видеосвязи перед собравшимися выступила бывший премьер-министр Великобритании Лиз Трасс. Она назвала конференцию «невероятно важной» для борьбы за демократию.
Как заявляли организаторы, цель мероприятия — выработать способы противодействия российской военной агрессии и объединить все силы для скорейшей победы Украины в войне, а также рассмотреть реалистичные сценарии восстановления свободы и демократии в послевоенной России. Среди тем дискуссионных панелей конференции: Z-идеология как основа агрессии; Общественно-политическое движение за рубежом в условиях массового отъезда из РФ; Российская агрессия и глобальный мир в 2023 году; Трибунал и правосудие переходного периода; «Крах российской агрессии и победа Украины. Последствия для внутренней и внешней политики России»; Политика Кремля по обходу санкций. Как укрепить глобальный демократический альянс?
Участники Конференции приняли резолюцию, в которой среди прочего предлагается признать ЧВК «Вагнер» террористической организацией" и не допустить председательства России в Совете Безопасности ООН. В документе также содержится протест против попыток «дать Путину шанс сохранить лицо».
Участники конференции мероприятия выразили поддержку выдвинутым Международным уголовным судом обвинениям против Владимира Путина, а также идее «создания специального международного трибунала для преследования преступления агрессии против Украины, совершённого военным и политическим руководством РФ».

### 5-я антивоенная конференция
5-я антивоенная конференция ФСР проходила 1-2 октября 2023 года в Таллине. Её участники заявили о том, что поддерживает любые — в том числе силовые — методы борьбы против режима Владимира Путина. В резолюции конференции, в частности, говорится: «Мы признаём все формы силового сопротивления путинизму со стороны самих россиян, решивших встать на этот путь, при условии, что оно не направлено против гражданского населения.»
ФСР официально поддерживает три российских батальона в составе ВСУ: Русский добровольческий корпус, легион «Свобода России» и Сибирский батальон. В ноябре 2023 года активисты ФСР собрали на аукционе 50 тысяч евро для Русского добровольческого корпуса и легиона «Свобода России».

## Постоянный комитет Форума
В 2018 году был создан Постоянный комитет Форума свободной России. В его состав были избраны Михаил Ходорковский, Владимир Ашурков, Марат Гельман, Андрей Илларионов, Гарри Каспаров, Даниил Константинов, Леонид Невзлин, Илья Пономарёв, Андрей Сидельников, Иван Тютрин, Марк Фейгин, Геннадий Гудков и Евгения Чирикова.
В марте 2019 года постоянный комитет Форума свободной России обратился к канцлеру Германии Ангеле Меркель с просьбой предотвратить реализацию проекта «Северный поток-2». «С „Северным потоком 2“ поставки российского газа в ЕС будут опасно зависеть от двусторонних отношений между Москвой и Берлином», — говорится в открытом письме.
Постоянный комитет принимает заявления по вопросам актуальной политики. Так, в 2019 году Комитет заявил о признании Хуана Гуайдо в качестве легитимного временно исполняющего обязанности Президента Венесуэлы, поздравил народ и нового президента Украины Владимира Зеленского с успешными выборами (В. В. Путин поздравлений не направлял[значимость факта?]), осудил разгон первомайских демонстраций в нескольких городах России, разгон протестующих в Екатеринбурге (против строительства церкви) и в Архангельской области (против строительства мусорного полигона), выступил с осуждением разгона акции в поддержку независимых кандидатов от оппозиции на выборах в Московскую городскую думу, осудил приговоры участникам т. н. «Московского дела», назвав их неправосудными и продиктованными стремлением кремлёвского режима уничтожить в России любые очаги сопротивления электоральной диктатуре Владимира Путина.

## «Список Путина»
В декабре 2017 года участниками форума был составлен «Список Путина». Документ содержал более трёхсот фамилий, распределённых по 12 категориям. Он, по заявлению создателей, был призван стать основой для введения в отношении фигурантов персональных санкций странами Запада. Среди фигурантов списка — российские чиновники, крупные бизнесмены, журналисты государственных и близких к Кремлю СМИ, ответственные, по мнению составителей, в узурпации власти, нарушении прав человека, коррупции, военной агрессии, пропаганде ненависти.
В 2018 году члены Постоянного комитета форума Марк Фейгин и Иван Тютрин совершили поездку в Вашингтон для презентации Списка в ответственных ведомствах США.
В апреле 2019 года было объявлено об открытии базы данных «Списка Путина» на специальном сайте www.spisok-putina.org. Здесь представлены подробные досье с биографиями и описанием действий фигурантов, повлёкших включение их в базу. В апреле 2020 года сайт был заблокирован Роскомнадзором.
Досье в базе распределены по следующим категориям (некоторые персоны указаны в нескольких категориях):
- владельцы
- исполнители
- «праворазрушители»
- агрессоры
- выгодополучатели
- олигархи и коррупционеры
- пропагандисты
- пособники

База данных регулярно пополняется новыми досье, о чём сообщается в новостях сайта. На 30.12.2019, согласно счётчику в левом верхнем углу сайта, база данных содержала информацию о 375 фигурантах.
Дополнения в Список Путина принимаются путём открытого голосования участников очных форумов. В декабре 2018 на 6-м ФСР в Список были включены 93 новых фигуранта, а в июне 2019 на 7-м форуме Список пополнился 28 персонами.
На 7-м ФСР в Список Путина был включён Олег Кашин. В качестве основания указывается его соучастие в пропаганде путинского режима, использование статуса авторитетного и популярного публициста для легитимации агрессивной неоимперской политики руководства России. В ходе обсуждения кандидатуры Кашина мнения участников форума разделились, но большинство участников поддержало включение. За внесение высказались члены Постоянного комитета ФСР Леонид Невзлин и Марк Фейгин. Против внесения активно выступил Марат Гельман.
На 8-м Форуме Список Путина пополнился 57 фигурантами. Среди новых фигурантов: телеведущий Тигран Кеосаян, дизайнер Артемий Лебедев, а также судьи и следователи по «Московскому делу».
В декабре 2019 года представители Форума свободной России Андрей Илларионов, Илья Пономарёв и Иван Тютрин представили обновлённый Список Путина в Конгрессе США и нескольких других американских ведомствах. Как заявил один из участников делегации Иван Тютрин, особое внимание в обновлённом докладе было уделено «Московскому делу». Представители Форума планируют донести информацию об очередном политическом процессе в России, назвав поимённо людей, ответственных за силовые разгоны мирных демонстраций и фабрикацию уголовных дел против гражданских активистов.
На 10-м Форуме список был пополнен 52 фамилиями.
15 февраля 2022 года в «Список Путина» были включены инициаторы обращения к президенту РФ Путину с просьбой признать независимость ДНР и ЛНР
16 марта 2022 года в «Список Путина» внесены ректоры российских вузов, подписавших обращение Российского союза ректоров в поддержку агрессии против Украины.
19 марта 2022 года в «Список Путина» пополнен 26 персонами, поддержавшими вторжение на Украину. В основном это деятели шоу-бизнеса, в том числе Никита Михалков, Владимир Бортко и Тина Канделаки.

## Реакция в России
22 февраля 2019 года Роскомнадзор заблокировал сайт Форума forumfreerussia.org на территории России. Решение о блокировке принял Таганский суд Москвы. В качестве основания указана статья 15.1 закона об информации — «Распространение запрещённой информации».
1 февраля 2023 года Генпрокуратура России признала «Форум свободной России» нежелательной организацией.
1 декабря 2023 года российские власти составили на политика Дмитрия Гудкова протокол о «сотрудничестве с нежелательной организацией» за участие в Антивоенной конференции "Форума свободной России. Сам политик высказал предположение, что таким образом российские власти отреагировали на проведённый Форумом в ноябре 2023 года аукцион в поддержку российских воинских формирований, участвующих в войне на стороне Украины.
24 апреля 2024 года Сыктывкарский городской суд заочно арестовал сооснователей Форума свободной России Гарри Каспарова и Ивана Тютрина, а также членов Совета ФСР Евгению Чирикову и Геннадия Гудкова по обвинению в создании «террористического сообщества», финансировании «террористической деятельности» и публичных призывах к терроризму. СМИ связали уголовное преследование оппозиционеров с аукционом в поддержку российских добровольцев, воюющих за Украину, которой был проведён Форумом свободной России в ноябре 2023 года.

## Суды

### Депортация съёмочной группы ВГТРК из Литвы
Первый Форум свободной России, проходивший в марте 2016 года, сопровождался громким скандалом. В одном из отелей Вильнюса произошла драка с участием Божены Рынски и сотрудников государственного телеканала Россия 24, после чего все члены съёмочной группы телеканала были депортированы из Литвы с формулировкой «возможная угроза национальной безопасности». Высланным журналистам был также запрещён въезд в страну.
На ситуацию с выдворением отреагировали в российском МИДе. Официальный представитель ведомства Мария Захарова прокомментировала ситуацию так: «В очередной раз вынуждены констатировать, что литовские власти продолжают линию на введение в стране тотальной цензуры и искоренение любого инакомыслия.»
Журналисты опротестовали решение о депортации в Европейском суде по правам человека, обвинив литовские власти в нарушении свободы слова. ЕСПЧ большинством голосов принял решение, согласно которому жалобы сотрудников телеканала «Россия-24» признаны неприемлемыми, а доводы властей Литвы — обоснованными. ЕСПЧ подчеркнул, что гарантии свободы слова распространяются на журналистов, если они действуют добросовестно в целях распространения соответствующей действительности информации, основываясь на принципах ответственной журналистики. В данном деле ЕСПЧ не признал поведение заявителей таковым.

### Анатолий Шарий
2 декабря 2019 года Вильнюсский окружной суд удовлетворил иск украинского журналиста и блогера Анатолия Шария к Форуму свободной России из-за публикации клеветы в его адрес. Ему должны выплатить 3000 евро и 1200 евро судебных трат.
В августе 2021 года решение было отменено в суде следующей инстанции, Шария обязали покрыть судебные расходы ответчика. В мае 2021 года Литва лишила Анатолия Шария политического убежища[значимость факта?].

## Позиция в связи с российским вторжением в Украину
24 февраля 2022 года участники ФСР выступили с заявлением, в котором осудили войну на Украине, призвали к формированию международной антипутинской коалиции и высказались за введение нефтегазового эмбарго в отношении России.
5 марта в Вильнюсе состоялась антивоенная конференция, организованная Форумом свободной России. Заявленная организаторами цель мероприятия — объединение усилий как российской оппозиции, так и европейской и американской политических элит, а также украинской и белорусской диаспор в противодействии действиям российского режима против Украины. В конференции приняли участие Гарри Каспаров, Константин Эггерт, Леонид Невзлин, Евгения Чирикова, Леонид Гозман, Илья Пономарёв, Геннадий Гудков, Владимир Милов и другие.
8 марта участники ФСР выступили с призывом к НАТО усилить своё военное присутствие в восточноевропейском регионе. По мнению авторов обращения, следующим объектом агрессии России могут стать страны Североатлантического альянса, в частности, балтийские государства.
В последующих заявлениях ФСР призывал Запад к «максимальному расширению военной помощи Украине во всех её формах», предоставить Украине «такие вооружения, которые позволят ей эффективно отвечать на ракетные обстрелы своей территории», «отбросить колебания и перестать бояться „спровоцировать Путина на дальнейшую эскалацию“».
20 мая 2022 года Форум свободной России провёл в Вильнюсе вторую антивоенную конференцию, на которой обсуждались последствия войны с Украиной и будущее России. На антивоенной конференции объявили о создании «Российского комитета действия», в который вошли Леонид Волков, Владимир Милов, Евгений Киселёв, Сергей Алексашенко, Дмитрий Гудков, Сергей Гуриев, Борис Зимин, Гарри Каспаров, Юлия Латынина, Иван Тютрин, Михаил Ходорковский, Евгений Чичваркин.
На конференции 20 мая впервые прозвучала идея введения миграционного документа, получившего в сетях название «Паспорт хорошего русского». Многие поняли это предложение как деление русских на «хороших» и «плохих», на уехавших и оставшихся (предлагаемый документ призван, в основном, облегчать жизнь российских граждан за рубежом), в результате в соцсетях возникла бурная полемика. Критически высказывались, прежде всего, деятели в России, например Илья Яшин, Владимир Кара-Мурза, Андрей Пивоваров и Алексей Навальный. Инициаторам пришлось выступать с разъяснениями. Для реализации этой идеи был создан «Российский комитет действия», на сайте которого россияне могут заявить о своей антивоенной позиции.
9 августа 2024 года Совет Форума приветствовал перенос боевых действий на территорию Курской области и отметил, что считает ВСУ «естественными союзниками в борьбе с путинской тиранией».